# Iskola utcai zsinagóga
A marosvásárhelyi Iskola utcai zsinagóga Erdély egyik legnagyobb zsidó temploma, amit a századforduló környékén gyakran csak Nagytemplomnak hívtak, utalva a méretére. A Jakob Gärtner, bécsi építészmérnök tervei alapján épült eklektikus épület a városban élő vallásos zsidó közösség összefogásának tudható be, ezt bizonyítja az is, hogy a monumentális zsinagóga csaknem egy év alatt készült el.

## Története

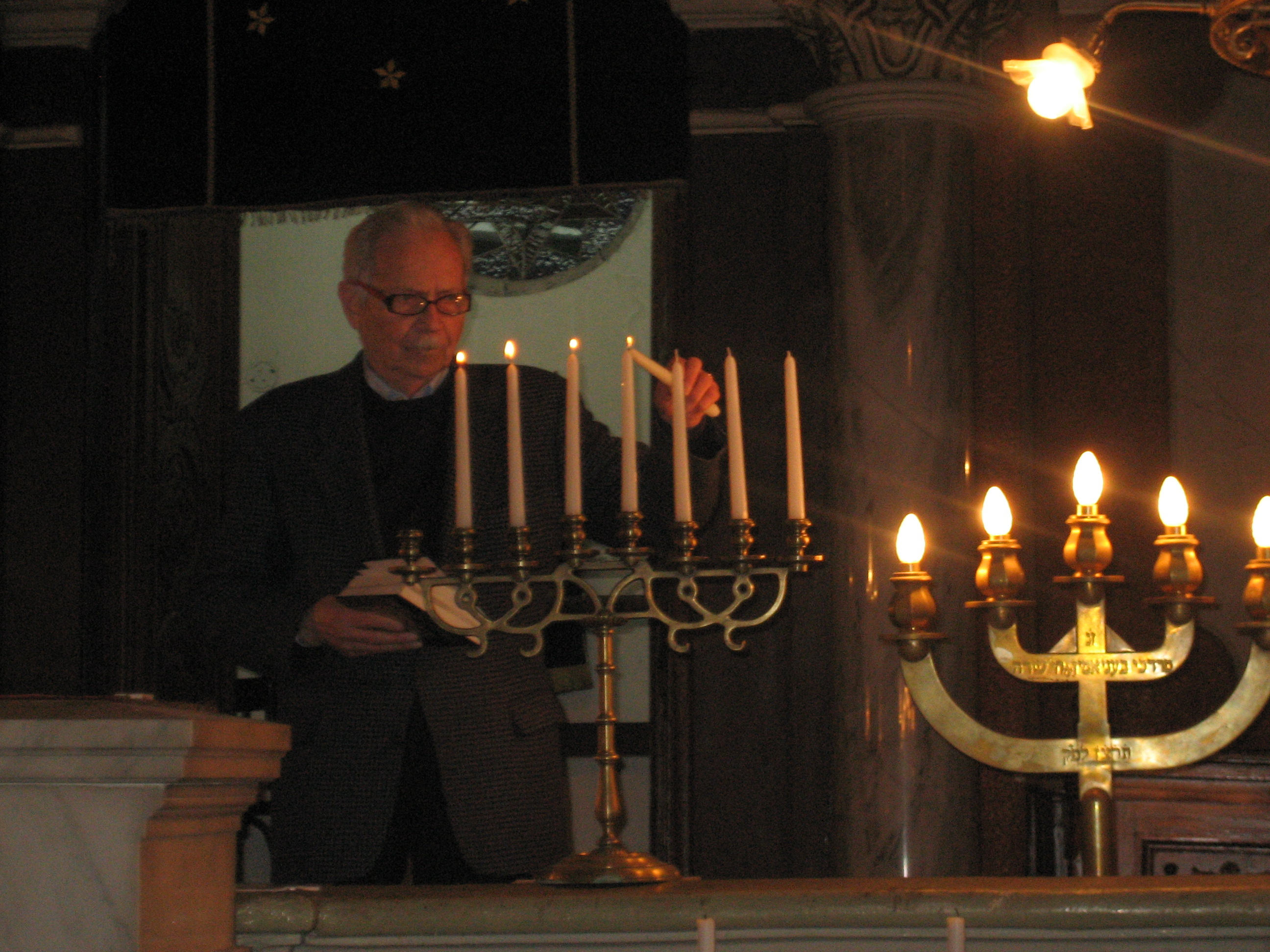
Ausch Sándor, a hitközség elnöke meggyújtja a hanukija gyertyáit

A városban élő ortodox zsidók a 19. században, az akkori Iskola utca 5 szám alatt építettek maguknak imahelyet. A viszonylag kicsi, klasszicista homlokzatú, magas oromzattal és szerény díszítéssekkel rendelkező épületben a gyerekek oktatása is helyt kapott. Az idősebb gyülekezeti tagok gyerekeknek hittant és héber nyelvet oktattak.
Az épület szűkössé kezdett válni a status quo ante zsidó hitközség számára és egyre inkább népszerűvé vált egy új, sokkal nagyobb zsinagóga építésének gondolata. Az új épület terveinek elkészítésével a Jakob Gärtner, bécsi építészmérnököt bízták meg. Gärtner igyekezett egy monumentális, az imaházhoz képest gigantikus zsinagógát tervezni, ami jól kifejezné a közösség anyagi, illetve hatalmi helyzetét. A Nagytemplom építését 1899-ben kezdték el és egy év múlva, 1900-ban átadásra került.
A zsinagógát 1970-ben, 1975-ben és 1985-ben részben tatarozták ugyan, de az állaga egyre romlott, a beázás és a talajvíz miatt az oldalfalakon repedések keletkeztek, amelyek már a kupola leomlásával fenyegettek. 1998-ban nemzetközi hozzájárulással sikerült összegyűjteni a forrásokat a teljes felújításhoz, majd 2000-ben újra szentelték a zsinagógát. A holokauszt helyi túlélői márvány emléktáblát helyeztek el a zsinagóga keleti falán az áldozatok emlékére. A héber nyelvű felirat a következőket hirdeti:
Városunk szentjeinek száma 5943. A falban levő kő is kiált fájdalmában és az egész zsidó nép siratja szüleink és szeretteink kivégzését, akiket Auschwitzban fojtottak meg és égettek el az 5704-ik évben.

## Leírás
A főbejáratot három félkörnyílású, egyszerű oszlopokon nyugvó íves kapu képezi. A főhomlokzaton található a virágmotívumú nagy rozetta, melynek jobbján és balján két kisebb méretű látja el a tornyok díszítését. A homlokzat orommezején héber felirat áll. A felirat követi a rozetta és az orommező hajlított vonalát. A szöveg az Ószövetségből, Ézsaiás prófétától származik és ezt jelenti: „Házam imádság házának hivatik minden népek számára!”. Olyan elemek, mint például a virágmotívumokkal ellátott oszlopfőjű oszlopok, az ezekre támaszkodó félkör alakú nyílások, teljes bolthajtással, társulnak a csipkézett idomokkal és háromkaréjú díszítőelemekkel. A főhomlokzat két tornya nyitott és a templombelső erkélyéhez vezető lépcső indul innen el.
A formailag és színvilágban gazdagon díszített belső teret a nagyság jellemzi, melyet a földszinten a férfiak számára fenntartott 314, illetve az emeleten a nők részére 238 férőhely is kifejez. A központi festett mennyezetet élénk színű csillagok borítják, és kagylómotívumok illetve fűrészelt táblák díszítik, amelyek központjában Dávid csillag áll. A boltozat alatt van a bima.